# Páll Briem
Páll Jakob Briem (født 19. oktober 1856 på Espiholl, død 17. december 1904 i Reykjavik) var en islandsk amtmand og politiker, bror til Eirikur Briem og Ólafur Briem, og far til gesandt Helgi Pálsson Briem.

## Embedskarriere
Han blev student i 1878 fra Reykjavik, cand.jur. fra Københavns Universitet i 1884. Inden Briem var færdig med embedseksamen, begyndte han at studere den islandske fristats love og udgav i 1885 en afhandling om Grágás i det islandske litterære selskabs tidsskrift.
Briem var altingsmand 1887-91 (først for Snæfellsness og Hnappadals Syssel, 1904 for Akureyri. Til ham knytter sig det såkaldte "mæglingsforslag" af 1889 i forfatningssagen. Dette forslag, der var udarbejdet med Kanadas regeringsform som forbillede, fik Briem ikke gennemført, og han trak sig nu tilbage fra politikken. I 1890 blev han sysselmand i Rangárvallasyssel og 12. september 1894 amtmand over Islands Nord- og Østamt. 1. august 1904 (fra 30. september) fik han afsked med ventepenge, idet amtmandsembederne blev nedlagt. Han blev Ridder af Dannebrog 5. januar 1899 og Dannebrogsmand 1. august 1904. Briem blev juridisk meddirektør ved den nyoprettede Islands Bank. Han flyttede da til Reykjavik, hvor en rig virksomhed ventede ham, der dog blev afbrudt ved hans pludselige død.

## Politiker
Som amtmand gjorde Briem sig fortjent ved sin energiske optræden mod fåreskab. Han interesserede sig også meget for landbrugets praktiske udvikling og for folkeoplysningen. Sine studier fik han nu lejlighed til at genoptage, og han udgav fem årgange af et juridisk-økonomisk tidsskrift, Lögfræðingur (1897-1901), der for størstedelen var skrevet af ham selv. Her behandlede han indgående flere spørgsmål i den islandske lovgivning. I sine sidste år gav Briem sig igen af med politik. Vinteren 1899-1900 tilbragte han mest for sine studiers skyld i København og Berlin. På opfordring af fire altingsmænd forhandlede han da med ministeriet angående forfatningssagen, men ministeriet ville ikke godkende hans mæglingsforslag. Han lod imidlertid sit forslag indbringe på Altinget 1901, hvor det på grund af tilfældige omstændigheder blev vedtaget, da partierne var lige stærke. Herved reddede Briem det islandske Højreparti fra splittelse, men vakte en så stærk misstemning imod sig selv, at det ikke lykkedes ham at blive altingsmand førend ved suppleringsvalgene i efteråret 1904.

## Eksterne kilder og henvisninger
- Wikimedia Commons har flere filer relateret til Páll Briem
- Danske Jurister 1736-1936.
- Salmonsens Konversationsleksikon, 2. udgave, bind IV, s. 4; opslag: Briem, Páll Jakob

| Efterfulgte: ? | Amtmand over Islands Nord- og Østamt 12. september 1894 - 30. september 1904 | Efterfulgtes af: Embede nedlagt |